# 1612

Het jaar 1612 is het 12e jaar in de 17e eeuw volgens de christelijke jaartelling.

## Gebeurtenissen
januari
- 20 - Matthias van Habsburg volgt zijn overleden broer Rudolf op als keizer van het Heilige Roomse Rijk.

mei
- 19 - Na vijf jaar bemalen valt de Beemster definitief droog.

juli
- 4 - De graven Maurits van Nassau en Frederik Hendrik van Nassau brengen een bezoek aan de Beemster.
- 6 - Sultan Ahmed I verleent de Nederlanders het recht om onder eigen jurisdictie handel te drijven in het Osmaanse Rijk. Cornelis Haga wordt hoofd van de Hollandse missie in Istanboel.

augustus
- 18 - In Pendle, in het Engelse graafschap Lancashire, begint een proces wegens hekserij. Met een negenjarige jongen als kroongetuige worden achttien mensen ter dood veroordeeld en terechtgesteld.

september
- 17 - De Neptunus onder schipper Willem Cornelisz. van Muyden keert terug in Amsterdam van de eerste Nederlandse tocht ter walvisvaart bij Spitsbergen. De reis was niet succesvol, vanwege onvoldoende kennis van de fauna en het feit dat er geen Baskische harpoeniers waren ingehuurd.

oktober
- 25 - Het burgerleger van Nizjni Novgorod, bijeengebracht door de koopman Kozma Minin en aangevoerd door vorst Dmitri Pozjarski, verdrijft Poolse troepen en helpt Michail Romanov als eerste van de Romanov-dynastie aan de macht.

november
- 16 - Begin van de Ulster Plantation, de kolonisatie van Ulster door de Britse regering, die er vooral Schotten heen stuurt.

december
- 12 - De VOC krijgt de rechten om aan de Kust van Coromandel bij de monding van de plaatselijke rivier een versterking te bouwen: Casteel Geldria.

zonder datum
- Bartholomaeus Pitiscus voert in zijn trigonometrische tabellen de decimale scheiding in.
- Maurits van Nassau, de latere prins van Oranje, wordt aangesteld als pandheer van Bredevoort, waarvoor hij 50.000 goudguldens moet betalen.

## Bouwkunst

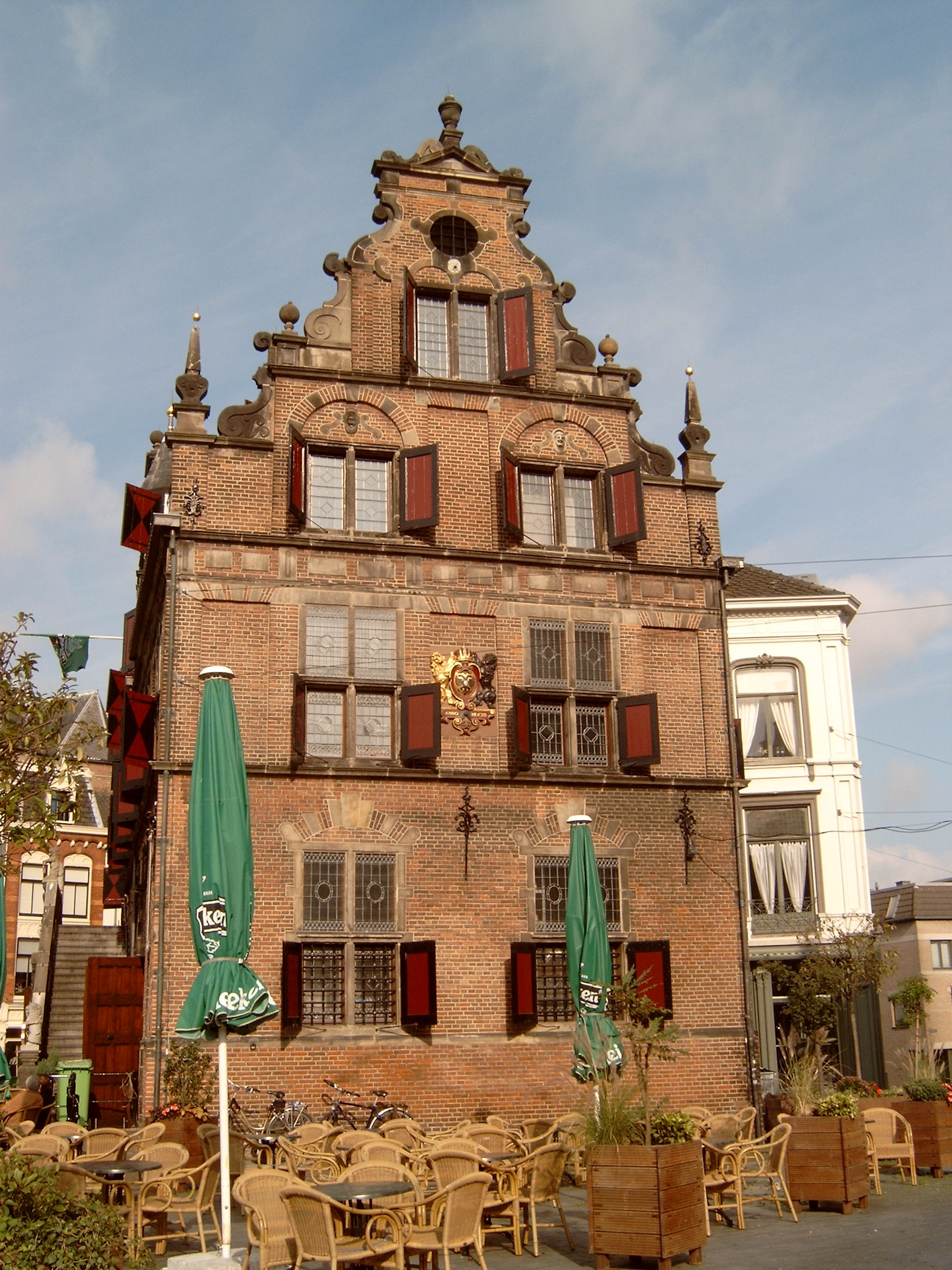
Boterwaag Nijmegen (1612)

## Geboren
februari
- 3 - Samuel Butler, Engels dichter
- 6 -Antoine Arnauld, Frans r.k. theoloog, filosoof en wiskundige (overleden 1694)
- 7 - Thomas Killigrew, Engels toneelschrijver

juni
- 16 - Murat IV, sultan van het Ottomaanse Rijk

oktober
- 28 - Jacob Kettler (1610-1681), hertog van Koerland (r.1642-1681).

datum onbekend
- Peter Stuyvesant, laatste Nederlandse gouverneur van Nieuw-Nederland

## Overleden
juni
- 8 - Hans Leo Hassler (49), Duits componist

augustus
- 12 - Giovanni Gabrieli (59), Venetiaans priester, componist uit de renaissance en organist

september
- ? - Giovanni de' Bardi (78), Italiaans graaf van Vernio en componist, dichter en toneelschrijver

oktober
- 7 - Menso Alting (70), Nederlands predikant en kerkhervormer

november
- 6 - Henry Stuart, Prins van Wales, oudste zoon en kroonprins van Jacobus I van Engeland